# Нежадово
Нежадово — деревня в Плюсском районе Псковской области. Входит в городское поселение Плюсса.

## География
Деревня расположена в 16 км к северо-западу от районного центра — посёлка Плюсса.

## Население
| 2001 | 2002 | 2010 |
| ---- | ---- | ---- |
| 257  | ↗258 | ↘161 |

Численность населения деревни составляла 257 жителей по оценке на конец 2000 года

## История
До 1 января 2006 года деревня входила в состав ныне упразднённой Нежадовской волости в качестве её административного центра. До 2015 года — входила в Плюсскую волость, до 1995 года — в Плюсский сельсовет.

## Достопримечательности
Монастырь Покрова Пресвятой Богородицы. Основанный в 1912-1913 году, снесённый в 1958 году.
Также есть липовая аллея, оставшаяся от бывшего парка и кладбище, которое прилагалось к бывшему монастырю.
Самая известная  достопримечательность — это памятник партизанам, воевавшим во время Великой Отечественной войны.